# Placopecten magellanicus

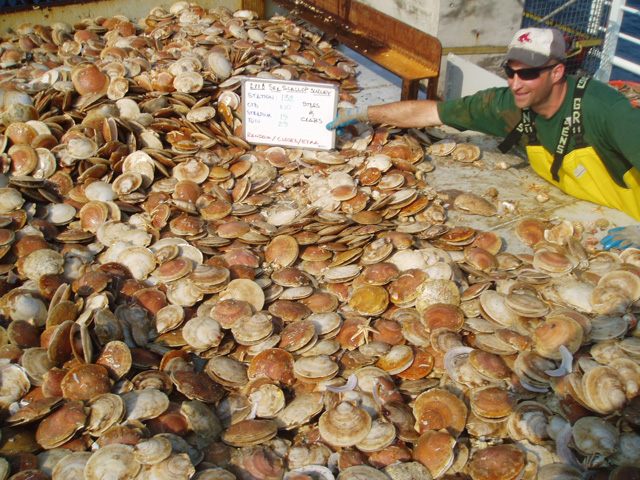

Placopecten magellanicus, anteriormente catalogado como Pecten tenuicostatus y como Pecten grandis y conocido en el pasado como la «vieira gigante», nombres comunes vieira de aguas profundas del Atlántico, vieira de aguas profundas, vieira de mar del Atlántico Norte, vieira de mar americana, vieira de mar atlántica o vieira de mar, es un molusco bivalvo pectínido de importancia comercial originario del noroeste del océano Atlántico.

## Descripción

Mapa neuronal

La concha tiene una forma clásica, con la concha y los bordes lisos, a diferencia del Pecten maximus (nombre común de la «gran vieira» o «vieira real») que tiene flautas y bordes festoneados; el tamaño es de unos 80 milímetros (3+1⁄4 in), con individuos de hasta 170 milímetros (6+3⁄4 in) de diámetro. El caparazón es generalmente de color rojo rosado, con variegación rayada a tonos más oscuros que aparecen en muchos individuos. El músculo aductor en sí es grande, a menudo de 30-40 milímetros (1+1⁄4-1+1⁄2 in) de diámetro. Como todas las vieiras, P. magellanicus tiene ojos fotorreceptores a lo largo del borde del manto rosáceo.

## Área de distribución y hábitat
Placopecten magellanicus se encuentra en la plataforma continental del Atlántico noroccidental, desde la costa norte del Golfo de San Lorenzo hacia el sur hasta el Cabo Hatteras, en Carolina del Norte.
Las vieiras suelen encontrarse a profundidades que oscilan entre los 18 y los 110 m, pero también pueden encontrarse en aguas tan poco profundas como 2 m en estuarios y bahías a lo largo de la costa de Maine y en Canadá. En las zonas meridionales, las vieiras se encuentran principalmente a profundidades de entre 45 y 75 m, y son menos comunes en aguas menos profundas (25-45 m) debido a las altas temperaturas. Aunque las vieiras no son comunes a profundidades superiores a unos 110 m, se han encontrado algunas poblaciones de hasta 384 m de profundidad, y en el Golfo de Maine se han registrado poblaciones de aguas profundas a 170-180 m. Las vieiras suelen aparecer en agregaciones denominadas bancos. Los bancos pueden ser esporádicos (tal vez duren unos pocos años) o permanentes (por ejemplo, los bancos comerciales que sustentan la pesquería de Georges Bank). La mayor concentración de muchos bancos permanentes parece corresponder a zonas con temperaturas adecuadas, disponibilidad de alimento, sustrato y donde las características oceanográficas físicas, como frentes y giros, pueden mantener las fases larvarias en las proximidades de la población reproductora.
Las vieiras adultas se encuentran generalmente sobre arena firme, grava, conchas y rocas. Otros invertebrados asociados a los bancos de vieiras son esponjas, hidroides, anémonas, briozoos, poliquetos, mejillones, caracoles de luna, buccinos, anfípodos, cangrejos, langostas, estrellas de mar, pepinos de mar y tunicados.

## Pesca
Según la NOAA, la pesquería de vieira del Atlántico goza de buena salud y se captura a niveles sostenibles. La pesca federal está gestionada por la NOAA y el Consejo de Gestión Pesquera de Nueva Inglaterra. La pesquería estadounidense de vieira del Atlántico es la mayor del mundo. En 2008, se recolectaron 53,5 millones de libras de carne de vieira por valor de 370 millones de dólares en los Estados Unidos, siendo Massachusetts y Nueva Jersey responsables de la mayor parte. En 2018, se cosecharon 58,2 millones de libras de carne de vieira por valor de 532,9 millones de dólares en los Estados Unidos, siendo Massachusetts responsable de la mayoría.
Entre la década de 1960 y mediados de la década de 1990, la pesquería federal estadounidense de vieira del Atlántico disminuyó constantemente. En 1994 se implantó un nuevo conjunto de directrices de gestión que incluían una moratoria de permisos, limitación de días en el mar, restricciones de artes y tripulación y zonas cerradas a la pesca. Entre 1994 y 2005, la biomasa de la población estadounidense de vieiras se multiplicó por 18 en Georges Bank y por 8 en la región de Mid-Atlantic Bight.
El estado de Maine cuenta con una pesquería de vieira costera (en un radio de 3 millas) de invierno (diciembre-abril) gestionada por el Departamento de Recursos Marinos de Maine. Las vieiras de las aguas costeras de Maine se capturan con arrastradores mecánicos o con submarinistas («captura en inmersión»). En 2009, el bajo número de capturas hizo que el Departamento de Recursos Marinos acortara la temporada y propusiera una serie de medidas de gestión. Se limitó la entrada a la pesquería, se redujo la temporada a 70 días y se aumentó la talla mínima de las anillas a cuatro pulgadas. Además, se crearon 13 vedas de conservación (~20% de las aguas costeras de Maine) para las tres temporadas de pesca siguientes. En 2012, el Departamento de Recursos Marinos propuso desarrollar un sistema de cierre rotativo para la pesquería, basado en un calendario de 10 años. Este sistema de veda rotatoria se adoptó únicamente en la región de la Zona 2 de la pesquería estatal. Las tres zonas cuentan con diferentes herramientas de gestión que incluyen áreas de acceso limitado y vedas selectivas durante la temporada. Desde 2009, tanto el valor en dólares como los desembarques han aumentado en la pesquería de vieira en el estado de Maine.
El Monterey Bay Aquarium Seafood Watch clasifica las vieiras como «Buena alternativa», su segunda mejor calificación. Greenpeace incluyó la vieira atlántica en su lista roja, afirmando que las poblaciones de vieiras están siendo sobreexplotadas y que los métodos de pesca utilizados están destruyendo corales y esponjas. Según Greenpeace, la pesca de vieiras mata cada año cerca de 1.000 tortugas bobas. Desde 2015, se han añadido esteras de cadena y dragas deflectoras de tortugas (TDD) a los equipos de alta mar para reducir las muertes de tortugas marinas. Esto ha provocado una reducción significativa de las tortugas marinas que quedan atrapadas en los aparejos de pesca.